# Пийя-квончи
Пийя-квончи (также амбанди, пиа, питико, пийя, вуркум; англ. piya-kwonci, ambandi, pia, pitiko, piya, wurkum) — чадский язык, распространённый в восточных районах Нигерии. Входит в группу боле-тангале западночадской языковой ветви. Представляет собой диалектный пучок, состоящий из двух близкородственных диалектов — пийя и квончи.
Численность говорящих — около 5000 человек (1992). Письменность основана на латинском алфавите.

## О названии
Лингвоним «пийя-квончи» является искусственно созданным, собирательным названием, которое объединяет наименования идиомов двух разных этнических общностей — пийя и квончи. Помимо «пийя-квончи» также распространено локальное название этих идиомов — «питико». Кроме того, диалекты пийя (или пиа) и квончи известны под названием «вуркум» (в переводе — «люди холмов»). Данный термин, согласно сведениям Роджера Бленча, применим не только к этническим общностям пийя и квончи (и их диалектам), но и к народам и этническим группам всего региона Вуркум, расположенного в районе Карим Ламидо штата Тараба: он используется по отношению к носителям западночадских языков кхолок, перо и ньям, адамава-убангийских языков кияк, магхди и минганг досо, бенуэ-конголезского джукуноидного языка шу-минда-нье и бантоидного языка джаравской группы кулунг.

## Классификация
В соответствии с классификацией чадских языков, предложенной американским лингвистом Полом Ньюманом, язык пийя-квончи (пийя, вуркум) вместе с языками беле, боле (боланчи), дено (куби), галамбу, гера, герума, канакуру (дера), карекаре, кирфи, купто, квами, маха, нгамо, перо и тангале входит в группу боле западночадской языковой ветви (в других классификациях, включая классификацию, опубликованную в лингвистическом энциклопедическом словаре в статье В. Я. Порхомовского «Чадские языки», данная группа упоминается под названием боле-тангле, или боле-тангале). Согласно исследованиям Пола Ньюмана, в пределах группы боле (или A.2) язык пийя-квончи включается в кластер языков собственно тангале подгруппы тангале, сама же группа входит в подветвь западночадских языков A. Эта классификация приведена, в частности, в справочнике языков мира Ethnologue. Язык пийя-квончи (вуркум) включается в группу боле-тангале подветви собственно западночадских языков также и в классификации, опубликованной в работе С. А. Бурлак и С. А. Старостина «Сравнительно-историческое языкознание».
В базе данных по языкам мира Glottolog даётся более подробная классификация языков подгруппы тангале. В ней язык пийя-квончи вместе с языками куши, перо и кластером тангале-квами-купто отнесены к объединению языков собственно тангале, противопоставленному языку дера. Языки собственно тангале и язык дера образуют подгруппу тангале, которая вместе с подгруппой боле объединяется в группу западночадских языков A A.2.
В классификации афразийских языков британского лингвиста Роджера Бленча предлагаются иные варианты состава языков подгруппы тангале и иная точка зрения на место этой подгруппы в рамках западночадской ветви языков.
Согласно данной классификации, язык пийя-квончи (пийя) вместе с языками кваами, перо, кхолок, ньям, куши (годжи), кутто и тангале образует языковое единство, входящее в объединение «b» (южные боле) подгруппы боле группы боле-нгас подветви западночадских языков A.

## Лингвогеография

### Ареал и численность
Область распространения языка пийя-квончи размещена в восточной Нигерии на территории штата Тараба — в районе Карим Ламидо (регион Вуркум), и отчасти на территории штата Баучи — на небольшом участке, расположенном на границе штатов Баучи и Тараба. По данным Роджера Бленча и справочника Ethnologue, к ареалу носителей языка пийя-квончи относится более 20 селений региона Вуркум в окрестностях населённого пункта Диданго.
Ареал пийя-квончи с северо-востока примыкает к ареалам близкородственных западночадских языков перо и ньям. На востоке с ареалом пийя-квончи граничит ареал адамава-убангийского языка магхди. На северо-западе и юго-востоке с ареалом пийя-квончи соседствуют ареалы бантоидных языков джаравской группы дугури (на северо-западе) и кулунг (на юго-востоке), небольшой островной ареал языка кулунг размещён также в южной части территории распространения пийя-квончи. К северу от ареала пийя-квончи расположен ареал бенуэ-конголезского джукуноидного языка хоне, к западу и югу расположены малозаселённые территории.
Численность носителей языка пийя-квончи по данным 1977 года составляла 2500 человек. Согласно данным справочника Ethnologue, численность говорящих на языке пийя-квончи в 1992 году достигала 5000 человек, из них число носителей диалекта квончи, по сведениям Роджера Бленча, приближалось к 4000 человек (1990). По современным оценкам сайта Joshua Project численность носителей языка пийя-квончи составляет 9100 человек (2017).

### Социолингвистические сведения
Согласно данным сайта Ethnologue, статус языка пийя-квончи (связанный с понятиями степени сохранности и сферы использования) определяется как «развивающийся». В соответствии с данным статусом пийя-квончи представляет собой язык, которым пользуются в повседневном общении представители этнических общностей пийя и квончи всех поколений, кроме того, пийя-квончи имеет стандартную форму, для которой ещё не характерны устойчивость и широкое распространение. В качестве второго языка среди тех или иных групп пийя и квончи распространены английский, хауса, кулунг и тангале. На пийя-квончи имеются публикации, в частности, изданы переводы фрагментов Библии. По культуре носители языка пийя-квончи близки этническим общностям перо и кулунг, по вероисповеданию пийя и квончи являются в основном приверженцами традиционных верований, часть — придерживается христианства (30 %), часть — исповедует ислам (10 %).

### Диалекты
Язык пийя-квончи состоит из двух крупных диалектных ареалов — пийя и квончи, последний из которых преобладает по степени распространённости и числу носителей. По данным Роджера Бленча, в пределах ареала квончи выделяется диалект куншену. В то же время в базе данных Glottolog диалект куншену относят к диалектам языка кхолок подгруппы боле.